# زمالة معهد الفيزياء
زمالة معهد الفيزياء (بالإنجليزية: Fellowship of the Institute of Physics)‏ هي جائزة تمنح من معهد الفيزياء في لندن للفيزيائيين الذين «يبدون مستوى عال جدًا في الفيزياء ويقدمون مساهمة بارزة في هذه المهنة». الزمالة الفخرية (بالإنجليزية: HonFInstP)‏ مخصصة "للأفراد الاستثنائيين" الذين يُرشحون تقديرًا "لمساهمتهم في الفيزياء بشكل عام أو لعمل بارز قدموه في معهد الفيزياء"، وتُقدم أيضاً للذين يعملون في مجالات تشمل الأعمال والتعليم والبحث والسياسة المتعلقة بالفيزياء.